# X̂
Cette page contient des caractères spéciaux ou non latins. S’ils s’affichent mal (▯, ?, etc.), consultez la page d’aide Unicode.
X̂ (minuscule : x̂), appelé X accent circonflexe, est une lettre latine utilisée dans l’écriture de l’aléoute avec l’alphabet latin, du nez-percé, du haïda en Alaska, et du purisimeño. Elle est composée de la lettre X diacritée d'un accent circonflexe.

## Représentations informatiques
Le X accent circonflexe peut être représenté avec les caractères Unicode suivants :
- décomposé (latin de base, diacritiques) :

| formes    | représentations | chaînes de caractères | points de code | descriptions                                             |
| --------- | --------------- | --------------------- | -------------- | -------------------------------------------------------- |
| capitale  | X̂               | X◌̂                    | U+0058 U+0302  | lettre majuscule latine x diacritique accent circonflexe |
| minuscule | x̂               | x◌̂                    | U+0078 U+0302  | lettre minuscule latine x diacritique accent circonflexe |